# Тонгатапу (округ)
15°57′33.84″ пд. ш. 173°46′58.8″ зх. д. / 15.9594000° пд. ш. 173.783000° зх. д.
Тонгатапу (тонг. Tongatapu, англ. Tongatapu) — один з п'яти округів Королівства Тонга, розташований у південній частині країни, на частині острівної групи Тонгатапу.

## Географія
Округ Тонгатапу розташований на 31-му острові острівної групи (архіпелагу) Тонгатапу (крім островів Еуа та Калау) у крайній південній частині Королівства Тонга, за 204 км (від головного острова Тонгатапу) на південь від округу Ха'апаї. Площа округу становить 266 км², а площа заселених островів — 261 км². На півночі округ межує з острівною групою Ха'апаї (округ Ха'апаї), на півдні — південному заході — з Новою Зеландією (за 1860 км), на заході — з острівними державами Вануату (за 1520 км) та Новою Каледонією (за 1720 км), на сході — з Островами Кука (за 1570 км).

## Населення
Зміна чисельності населення округу Тонгатапу за переписом станом на листопад місяць, з 1976 по 2011 роки:
| Роки                        | 1976   | 1986    | 1996    | 2006    | 2011    |
| --------------------------- | ------ | ------- | ------- | ------- | ------- |
| Чисельність населення, осіб | 57 411 | ▲63 794 | ▲66 979 | ▲72 045 | ▲75 416 |

Тонгатапу є єдиним округом у державі в якому з 1976 по 2011 роки спостерігався стабільний ріст чисельності населення. Острови які мали постійне населення станом на 30 листопада 2011 року — Тонгатапу, Ататаа, Еуеїкі, Нукунукумоту, Пангаїмоту та Фафа'а. З 31 острова округу тільки ці 6-ть мають постійне населення, яке зосереджене в шістдесят чотирьох населених пунктах.

## Адміністративний поділ

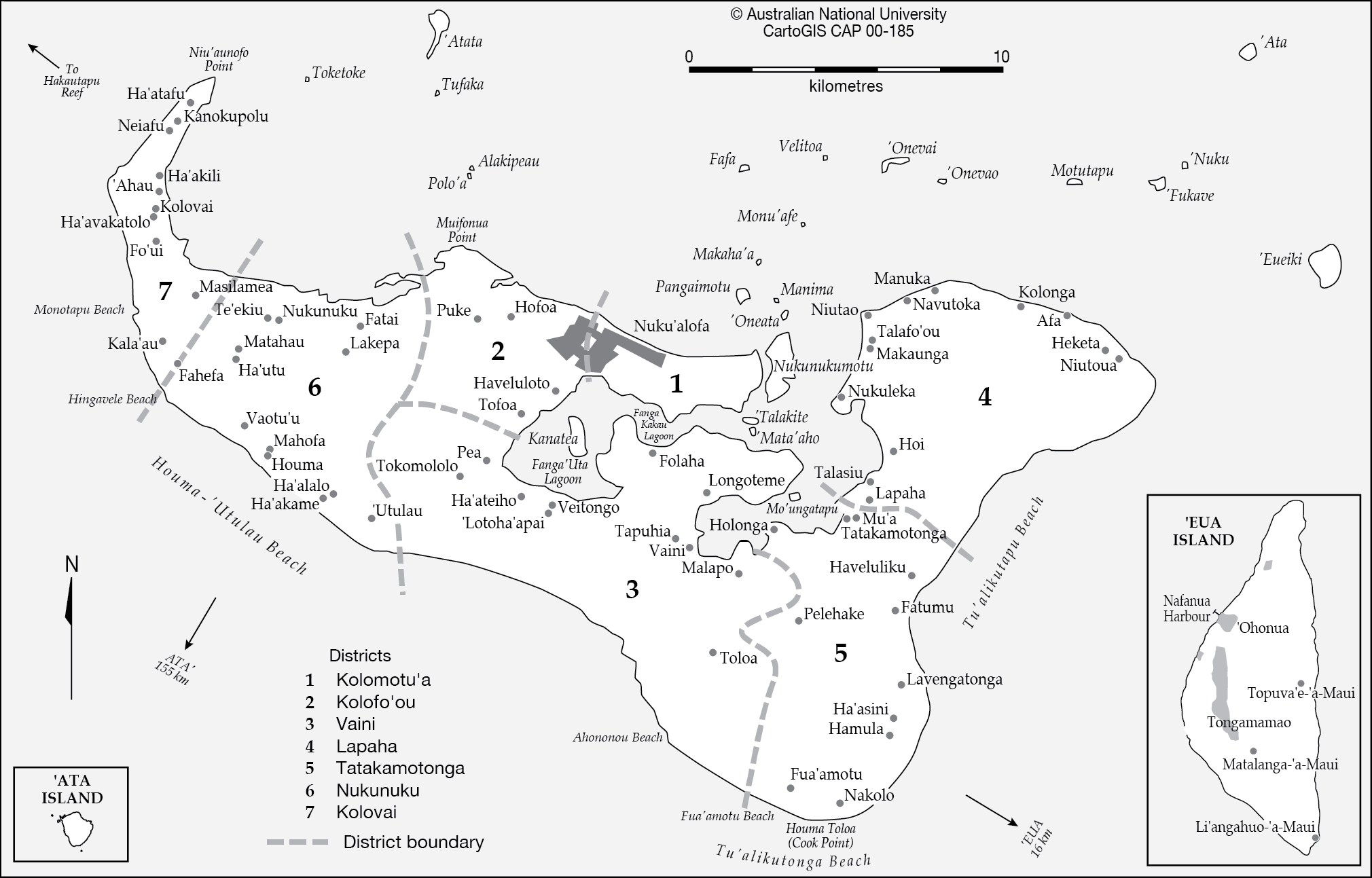
Острови Тонгатапу

Округ Тонгатапу розташований на групі островів Тонгатапу. Адміністративний центр, столиця держави і найбільший населений пункт округу і кріїни — місто Нукуалофа складається з трьох кварталів: Коломоту'а (7855 осіб), Колофо'оу (8860 осіб) та Ма'уфанга (7514 осіб) з загальним числом населення 24 229 осіб в 2011 році та 24 571 особа у 2012 році, розташоване в центральній частині на північному узбережжі острова Тонгатапу.
Округ ділиться на сім районів:
1. Район Коломоту'а (адміністративний центр — Східний Нукуалофа), займає центрально-східну частину північного узбережжя острова Тонгатапу, з загальною кількістю населення 17 088 осіб (2011), яке проживає в шістьох населених пунктах: кварталі Коломоту'а міста Нукуалофа та селах — Пуке, Сіа'атоутаї, Тофоа, Хавелулото, Хофоа.
2. Район Колофо'оу (адміністративний центр — Західний Нукуалофа), займає центрально-західну частину північного узбережжя острова Тонгатапу і заселені острови Нукунукумоту, Пангаїмоту та Фафаа з загальною кількістю населення 18 957 осіб (2011), яке проживає в шістьох населених пунктах: кварталах Колофо'оу та Ма'уфанга міста Нукуалофа та селах — Сієсіа, Пангаїмоту, Попуа, Тукутонга, Фафаа.
3. Район Ваїні (адміністративний центр — Ваїні), займає центральну частину південного узбережжя острова Тонгатапу, з загальною кількістю населення 12 949 осіб (2011), яке проживає в дев'ятьох населених пунктах (селах): Ваїні, Веїтонго, Лонготеме, Малапо, Нукухетулу, Пеа, Токомололо, Фолаха, Ха'атеїхо.
4. Район Лапаха (адміністративний центр — Му'а-Лапаха), займає північно-східну частину острова Тонгатапу і заселений острів Еуеїкі з загальною кількістю населення 7,380 осіб (2011), яке проживає в дванадцятьох населених пунктах (селах): Афа, Еуеїкі, Колонга, Макаунга, Манука, Му'а (Лапаха), Навутонга, Ніутоуа, Нукулека, Таласіу, Талафо'оу, Хої.
5. Район Татакамотонга (адміністративний центр — Му'а-Татакамотонга), займає південно-східну частину острова Тонгатапу з загальною кількістю населення 7,233 осіб (2011), яке проживає в дев'ятьох населених пунктах (селах): Лавенгатонга, Му'а (Татакамотонга), Наколо, Пелехаке, Фатуму, Фуа'амоту, Ха'асіні, Хавелуліку, Холонга.
6. Район Нукунуку (адміністративний центр — Нукунуку), займає західну частину острова Тонгатапу з загальною кількістю населення 7,733 осіб (2011), яке проживає в дванадцятьох населених пунктах (селах): Ваоту'у, Лакепа, Матафонуа, Матахау, Нукунуку, Утулау, Фатаї, Ха'акаме, Ха'алало, Хоума.
7. Район Коловаї (адміністративний центр — Коловаї), займає північно-західну частину острова Тонгатапу і заселений острів Ататаа з загальною кількістю населення 4,076 осіб (2011), яке проживає в дванадцятьох населених пунктах (селах): Ататаа, Ахау, Кала'ау, Канокуполу, Коловаї, Масіламеа, Те'екіу, Фахефа, Фо'уї, Ха'авакатоло, Ха'атафу, Ха'уту.